# Escobedo (Coahuila)
Escobedo es una villa y la cabecera del municipio mexicano de Escobedo, perteneciente al estado de Coahuila. De acuerdo al último censo, realizado por el INEGI en 2010, la villa tiene una población de 533 habitantes, lo que equivale aproximadamente al 18% de la población total del municipio. De acuerdo al último censo, realizado por el INEGI en 2020, la villa tiene una población de 541 habitantes, lo que equivale aproximadamente al 18% de la población total del municipio.

## Historia
La villa de Escobedo fue fundada en 1869 por pobladores de la ciudad de Abasolo, quienes huian de las fuertes inundaciones que ésta había sufrido, bautizando a su nuevo asentamiento con el nombre de Villa de nuevo Abasolo.
En 1905 el territorio en que estaba fue declarado como municipio libre, bajo el nombre de municipio de nuevo Abasolo, siendo la villa homónima su cabecera. En 1918 el municipio y su cabecera fueron rebautizados con el nombre de Escobedo, en honor al militar mexicano Mariano Escobedo.